# Педро Феррер
Педро Феррер Мула (ісп. Pedro Ferrer Mula; нар. 1908, Куба — пом. ?) — кубинський футболіст, нападник.

## Клубна кар'єра
Футбольну кар'єру розпочав на батьківщині. З 1930 по 1938 рік захищав кольори «Іберії» (Гавана).

## Кар'єра в збірній
У футболці національної збірної Куби виступав у 30-х та 40-х роках XX століття. У 1938 році поїхав на чемпіонату світу. На Мундіалі 1938 року зіграв в 1-у матчі групового етапу, проти Швеції, який збірна Куби програла з рахунком 0:8, так і не зумів відзначитися голом.

## Досягненн
збірна Куби
- Ігри Центральної Америки та Карибського басейну
  -  Чемпіон (1): 1930